# Пригород (телесериал)
«При́город» (англ. Suburgatory) — американский комедийный телесериал, созданный Эмили Капнек, премьера которого состоялась в среду, 28 сентября 2011 года на телеканале ABC. 13 октября 2011 года, после трех серий, ABC продлила шоу на полный сезон, из 22 эпизодов. 10 мая 2013 года канал продлил сериал на третий сезон, который стартовал 15 января 2014 года.
9 мая 2014 года канал закрыл сериал после трёх сезонов.

## Сюжет
Разведённый отец переезжает из Нью-Йорка в пригород в надежде дать своей 16-летней дочери новую жизнь. Но жизнь в пригороде приготовила им немало сюрпризов, и в первую очередь самые настоящие «Степфордские жёны» в качестве соседей.

## Актёры и персонажи

### Основной состав
- Джереми Систо — Джордж Альтман
- Джейн Леви — Тесса Альтман
- Карли Чайкин — Далия Опра Ройс
- Элли Грант — Лиза Мари Шэй ЛеФрик
- Шерил Хайнс — Даллас Ройс
- Ана Гастейер — Шейла Шэй
- Крис Парнелл — Фрэд Шэй
- Алан Тьюдик — Ной Вернер
- Рекс Ли — мистер Вульф

### Второстепенный состав
- Маэстро Харрелл — Малик ЛеФрик
- Паркер Янг — Райан Шэй
- Джиллиан Вигмэн — Джилл Вернер
- Банни Ривера — Кармен
- Эбби Кобб — Киманта
- Кара и Кейтлин Пачитто — Кензи и Кейтлин
- Малин Акерман — Алекс
- Мириам Флинн — Хелен
- Джофф Пирсон — Эммет Альтман
- Арден Майрин — Джоселин
- Джей Мор — Стивен Ройс
- Алисия Сильверстоун — Иден
- Томас Макдонелл — Скотт Страусс
- Эван Арнольд — шеф Алан
- Сэм Лернер — Эван
- Тодд Шерри — Том
- Алекс Болинг — Алекс
- Наташа Леггера — Нора
- Брисон Барретто — Виктор Ха
- Линдси Шоу — Джун
- Эли Генри — Реджи

## Реакция

### Отзывы критиков
Шоу получило положительные отзывы от критиков, с начальным счетом 70 из 100 от «Metacritic». Сериал также лидирует по количеству положительной критики среди новинок эфирного телевидения в осеннем сезоне.

### Рейтинги
Премьера привлекла 9,81 млн зрителей, и демо-рейтинг 3,3 среди аудитории 18—49, значительно прибавив как в демо, так и в зрителях после своего лид-ина «Бывает и хуже».
| Сезон | Таймслот                                | Количество эпизодов | Премьера         | Премьера           | Финал          | Финал              | ТВ сезон | Ранк | Зрители (миллионы) |
| Сезон | Таймслот                                | Количество эпизодов | Дата             | Зрители (миллионы) | Дата           | Зрители (миллионы) | ТВ сезон | Ранк | Зрители (миллионы) |
| ----- | --------------------------------------- | ------------------- | ---------------- | ------------------ | -------------- | ------------------ | -------- | ---- | ------------------ |
| 1     | Среда 20:30                             | 22                  | 28 сентября 2011 | 9,81               | 16 мая 2012    | 5,35               | 2011-12  | #71  | 7,25               |
| 2     | Среда 21:30 Среда 20:30 (3 — 24 апреля) | 22                  | 17 октября 2012  | 7,54               | 17 апреля 2013 | 5,45               | 2012-13  | #68  | 6,63               |
| 3     | Среда 20:30                             | 13                  | 15 января 2014   | 5,30               | 14 мая 2014    | 5,23               | 2013-14  | #84  | 5,51               |

## Награды и номинации
| Год  | Награда                      | Категория                                              | Получатель  | Результат |
| ---- | ---------------------------- | ------------------------------------------------------ | ----------- | --------- |
| 2012 | Выбор народа                 | Лучшая новая комедия                                   | «Пригород»  | Номинация |
| 2012 | Выбор телевизионных критиков | Лучшая женская роль второго плана в комедийном сериале | Шерил Хайнс | Номинация |